# Wojciech Wrzosek
Wojciech Lech Wrzosek (ur. 26 marca 1952 w Lubaniu) – polski historyk, metodolog, prof. dr hab. nauk humanistycznych, profesor zwyczajny UAM, kierownik Zakładu Metodologii Historii i Historii Historiografii UAM (1998-2021), profesor senior UAM (od 2022)

## Działalność
W 1976 ukończył studia na Wydziale Filozoficzno-Historycznym UAM. W latach 1976–1977 odbywał studia doktoranckie w Instytucie Filozofii UAM, w latach 1977–1979 pracował jako asystent w Zakładzie Logiki i Metodologii Nauk w Instytucie Filozofii, od 1979 pracował w Zakładzie Historii Nowożytnej i Metodologii Historii, od 1999 jest kierownikiem Zakładu Metodologii Historii i Historii Historiografii UAM. W 1985 uzyskał stopień doktora nauk humanistycznych na podstawie pracy Koncepcja historii globalnej F. Braudela. W 1994 otrzymał stopień doktora habilitowanego, na podstawie rozprawy: Powstanie nieklasycznej historiografii. „Nouvelle Histoire” w kręgu epistemologii historii.
Pełnił funkcję wiceprzewodniczącego Komisji Metodologii Historii i Historii Historiografii przy Komitecie Nauk Historycznych PAN. Był członkiem Uniwersyteckiej Komisji Akredytacyjnej, prorektorem w Wyższej Szkole Nauk Humanistycznych i Dziennikarstwa w Poznaniu, ekspertem i recenzentem Ministerstwa Nauki i Szkolnictwa Wyższego oraz NCN.
Odbył staże we Francji (EHESS), Włoszech (Stypendium Rządu Włoskiego), w Rosji (IGH RAN). Wykładał i uczestniczył w konferencjach naukowych i seminariach m.in. we Francji, Włoszech, Hiszpanii, Rosji, Ukrainie.
Jest członkiem rad redakcyjnych lub naukowych czasopism: „Sensus Historiae” (red. nacz. 2010–2015), „Sensus Historiae. O/A Journal Interdyscplinarity” (red. nacz. od 2012), „Studia Metodologiczne” (redaktor naczelny od 1989–1999), „Historyka. Studia Metodologiczne” (od 1998-2024), „Odissiej. Man in History” (od 1989); „Roczniki Antropologii Wiedzy” („Jahrbucher fur Antropologie der Wissenschaft”), (od 2006); „Studia Historiae Oeconomicae” (1994–2012); „Historia i Kultura” (od 2001); „Istorija i Sovremiennost” (od 2004), „Przegląd Bydgoski. Czasopismo Naukowe” (od 1997), „Eidos. Historiographic Almanac” (od 2010), naczelny „Historia@Teoria” (od 2015-2022).
Od 2010 prowadzi Interdyscyplinarne Seminarium Historyczne, gromadzące kilkudziesięciu badaczy z kilkunastu ośrodków naukowych.
Wypromował ośmiu doktorów, dwoje z nich uzyskało nagrody Prezesa Rady Ministrów RP za doktorat. Dwa doktoraty odbyły się z udziałem recenzentów zagranicznych, jeden z nich uzyskał status doktoratu europejskiego cum laude. Dwoje magistrantów prof. Wrzoska uzyskało I nagrody w konkursach ogólnopolskich na pracę magisterską.
Za działalność naukową i organizacyjną otrzymał w 2005 Złoty Krzyż Zasługi. Wyróżniony dwukrotnie nagrodą Rektora UAM (1997, 2010). W latach 2012–2014 uzyskał Stypendium Rektora UAM za wybitne osiągnięcia naukowe.
Specjalizacje i zainteresowania naukowe: metodologia nauk historycznych, historia historiografii współczesnej, epistemologia nauk humanistycznych, kulturowe fundamenty myślenia historycznego.

## Książki
- 1990: Swoistości poznania historycznego (wraz z: Zbigniew Drozdowicz, Jerzy Topolski)
- 1994: Między modernizmem a postmodernizmem. Historiografia wobec zmian w filozofii historii (wraz z: Ewa Domańska, Jerzy Topolski)
- 1991: Die methodologischen Probleme der deutschen Geschichte (red. z: Jerzy Topolski).
- 1995: Historia – kultura – metafora. Powstanie nieklasycznej historiografii, Monografie FNP, Leopoldinum, Wrocław 1995, s. 151.
- 1997: History – culture – metaphor : the facets of non-classical historiography, Wydawnictwo naukowe UAM 1997, s.152.
- 1998: Świat historii : prace z metodologii historii i historii historiografii dedykowane Jerzemu Topolskiemu z okazji siedemdziesięciolecia urodzin (red.), Instytut Historii 1998.
- 1998: Zaradnik. Poradnik zaradnego czytelnika książek trudnych sporządzony przez Wojciecha Wrzoska na użytek studentów historii, Instytut Historii 1997.
- 2000: Nieświadomość jako kategoria filozoficzna (red. z: Alina Motycka)
- 2005: Gra i konieczność: zbiór rozpraw z filozofii historii i historii historiografii, (red. z: Grzegorz A. Dominiak, Janusz Ostoja-Zagórski), s. 264
- 2009: O myśleniu historycznym, Oficyna Wydawnicza Epigram, s. 143
- 2009: Problemy współczesnej metodologii historii (red.), Oficyna Wydawnicza Epigram, s. 134
- 2010: Historia-mentalność-tożsamość: studia z historii, historii historiografii i metodologii historii, (red. z : Karolina Polasik-Wrzosek, Leonid Zaszkilniak), s. 371.
- 2010: Varia historyczne / Jerzy Topolski (wstęp i dobór tekstów), s. 268.
- 2010: Historia – kultura – metafora. Powstanie nieklasycznej historiografii, ( wyd. II popr. i uzupełn., wprow. do II wyd.), Wrocław, Wydawnictwo U Wr, s. 170
- 2011: Oblicza przeszłości. (red.), Oficyna Wydawnicza Epigram, s. 485
- 2012: Kultura i istoriceskaja istina, (wyd. rosyjskie, pracy Historia – Kultura – Metafora i O myśleniu historycznym i in., wstęp do wyd. ros., od tł. K. Jerusalimskij i wyw. z aut.), s. 334.
- 2012: Istoria – Kultura – Mietafora. Postanija neklasicnoj istoriografii. Pro istoricne mislenija, (wst. do wyd. ukr., wprow.), Nika-Centr, s. 295.
- 2019: Культура и историческая истина, /пер. с польск. К.Ю. Ерусалимский/ (Culture and the historical truth]. Н.Новгород: Мининский университет, М. ФЛИНТА, p. 456.
- 2022: Zaradnik: Poradnik zaradnego czytelnika książek trudnych sporządzony przez Wojciecha Wrzoska na użytek studentów historii [A guide for resourceful readers of difficult books, prepared by Wojciech Wrzosek for history students]. 2nd edition, amended and expanded. Poznań: UAM, p. 30.
- 2022: O interpretacji historycznej: Szkice metahistoryczne [Historical interpretation: Metahistorical essays]. Ed. by T. Falkowski, M. Solarska, W. Werner. Poznań: Wydawnictwo Uniwersytetu Adama Mickiewicza w Poznaniu, s.  348.
- 2022: Historia-kultura-metafora. O myśleniu historycznym, wyd. III i II rozszerz. I uzupełn. WUWr, ser. Filozofia nauki, Wrocław 2022, s. 331.
- 2022: Wycinanki: Zbiór felietonów, Wydawnictwo Naukowe WH UAM, Poznań 2022, s 420.
- 2024: Wycinanki. Zbiór felietonów, T. II, Wydawnictwo Naukowe WH UAM, Poznań 2024, s 415.
- 2024: (wraz z K. Polasik-Wrzosek) Szkice metahistoryczne, Wydawnictwo Naukowe WH UAM, Poznań 2024, s. 263.
- 2025: History-Culture-Metaphor. On Historical Thinking, Peter Lang Berlin - Bruxelles - Chennai - Lausanne - New York - Oxford, p. 308.
- 2025: Dysputy i dyskusje, Oficyna Wydawnicza Epigram, Bydgoszcz 2025, s. 287.

## Wybrane artykuły
- In Seach of Historical Time. Time – Culture – History, (in:) Poznań Studies in the Philosophy of Sciences and the Humanities. Amsterdam – Atlanta 1990, vol. 19, (1 ark.)a w kręgu epistemologii historii, Historyka, t. XXIV, 1994, ss. 3-24, (1 ark.)
- The Problem of Cultural Imputation in History. Relations Between Cultures Versus History, Historiography Between Modernism and Postmodernism, Poznań Studies in the Philosophy of Sciences and Humanities, Amsterdam-Atlanta 1994, ss. 135–144.
- Idea kultury materialnej F. Braudela, Kwartalnik Historii Kultury Materialnej, 1994, 2, ss. 167–172.(0,5 ark)
- Metafory historiograficzne w pogoni za ułudą prawdy, Konteksty. Polska Sztuka Ludowa, 1997, nr 1–2, ss. 71-75.
- Konstruktywistyczne rozumienie interpretacji humanistycznej, Przegląd Filozoficzny – Nowa Seria, R. VII, nr 2, 1998, ss. 149–156.
- Między definicją a metaforą. O dwóch rodzajach interpretowania, Zagadnienia Naukoznawstwa, nr 3–4, 2001, ss. 427–433.
- Contribution au problème de la verité dans l'histoire recente, Interstitio: East European Reviev of Historical Antropology, vol. II, n. 1 (3), 2008, ss. 23–32.
- Źródło historyczne jako alibi realistyczne historyka, (w:) Historyk wobec źródeł. Historiografia klasyczna i nowe propozycje metodologiczne, pr. zbiorowa pod redakcją Jolanty Kolbuszewskiej i Rafała Stobieckiego, Ibidem, Łódź 2010, s. 23–38.
- Realism as the Foundation of Communication among Historians, The Humanities Today and the Idea of Interdysciplinary Studies. In Honor of Jerzy Axer, Edited by Barbara Bokus, Matrix, Warszawa 2011, p. 135–14.
- Прикладная истина корпорации историков и истина Философов w:Образы прошлого: Сборник памяти А. Я. Гуревича — СПб.: Центр гуманитарных инициатив, 2011. — 752 с, s. 106–116.
- Losy źródła historycznego (refleksje na marginesie idei R.G. Collingwooda), Rocznik Antropologii Historii, 2011, nr 1–2, s. 209–216.
- Przyczynek do problemu prawdy w historii najnowszej, Rocznik Antropologii Historii, 2012, nr 1(2), s 279–288.
- O potrzebie kulturologicznego dystansu poznawczego w badaniach historycznych, (w:) Badacze przeszłości wobec wyzwań XIX–XXI wieku, red. K. Błachowska, Z. Romek, M. Wolniewicz, warszawa 2013, s. 313–328.
- Dogmatyczny „metodysta” przeciwko metodologii historii, Kwartalnik Historyczny CXXI, 2014, 2, s. 379–405.
- Between The Memory of Heritage and The Heritage of Memory the Search for Conceptual Similarities.” Historia@Teoria 1(1), 2016, Dziedzictwo kulturowe jako dziedzictwo pamięci 1 [Cultural heritage as the heritage of memory 1], 13-17.
- Tezy o względności historycznej: W poszukiwaniu fundamentów dla pokojowego kultywowania niewspółmiernych obrazów przeszłości [Theses on historical relativity: In:search of foundations for the peaceful pursuit of incommensurable images of the past]. Nauka Polska. Jej Potrzeby Organizacja i Rozwój XXV(L, 2016): 25-35.
- Historia Historiografii jako dzieje myślenia historycznego[History of historiography as the history of historical thinking]. Historia@Teoria 1(3). O historii historiografii, część 1 [On the history of historiography, part 1], ed. by Julkowska Violetta, 2017, s. 151-157
- Uwagi o tzw. niezrozumiałości metodologii historii” [Notes on the so-called incomprehensibility of the methodology of history]. O historie! (http://ohistorie.eu/2022/05/27/uwagi-o-tzw-niezrozumialosci-metodologii-historii/) (accessed: 26.06.2022).
- Historical thinking in the light of the assumptions of historical semiotics. (In the margin of Boris Uspenskij’s Ego Loquens). HISTORYKA. Studies In Historical Methods 51 Spec. Iss., 65-92.
- O majeutycznej funkcji metodologii historii” [On the maieutic function of methodology of history],http://ohistorie.eu/2022/05/29/o-majeutycznej-funkcji-metodologii-historii/) (accessed: 26.06.2022)
- O moim panmetaforyzmie. Replika na szkic Artura Dobosza, Wrzoska koncepcja metafory historiograficznej, Historyka, T. 53, 2023, s. 655-671
- O strategii felietonowej Wycinanek. W odpowiedzi prof. Mamzerowi. (ohistorie.eu oraz Sensus Historiae, vol. LII (2023/3, s. 85-99.
- Podręcznik jako świadectwo wiary? Krytyczny komentarz do drugiego tomu Historii i teraźniejszości Wojciecha Roszkowskiego, Refleksje, 2/2024 s. 40-45
- Trzy sprawy do profesora Lecha Witkowskiego w związku z jego esejem o Wycinankach, Historyka. T. 54, 2024, s. 683-701.